# Yeah! (singel Ushera)
"Yeah!" – singel amerykańskiego muzyka Ushera z gościnnym udziałem raperów Lil Jona & Ludacris. Promował on płytę Confessions.

## Lista utworów
- UK CD 1

1. "Yeah!" (featuring Lil Jon and Ludacris) – 4:10
2. "Red Light" (Smith, Patrick J Que/Smith, Jonathan/Hilson, Keri/McDowell, Robert/Garrett, Sean) – 4:48
3. "Yeah!" (Reggaeton remix)

- UK CD 2

1. "Yeah!" – 4:10
2. "Red Light" – 4:48
3. "Sweet Lies" (Williams, Pharrell/Hugo, Chad) – 4:09
4. "Yeah!" (Instrumental) – 4:09